# Tour de Catalogne 2021
La 100e édition du Tour de Catalogne, une course cycliste sur route masculine, a lieu du 22 au 28 mars 2021 en Catalogne, en Espagne. La course fait partie du calendrier UCI World Tour 2021 en catégorie 2.UWT et également une manche de la Coupe d'Espagne de cyclisme sur route.

## Présentation

### Parcours
Cette édition est composée de sept étapes dont un contre-la-montre à la deuxième étape.

### Équipes
En tant qu'épreuve World Tour, les 19 UCI WorldTeams participent automatiquement à la course. En terminant meilleure formation de deuxième division, l'équipe Alpecin-Fenix a le droit, sans obligation, de prendre part à toutes les manches du calendrier World Tour. En l'occurrence, la formation ne participe pas à l'épreuve. Par ailleurs, cinq UCI ProTeams sont invitées.
| WorldTeams (19)- AG2R Citroën Team - Astana-Premier Tech - Bahrain Victorious - Bora-Hansgrohe - Cofidis - Deceuninck-Quick Step - EF Education-Nippo - Groupama-FDJ - Ineos Grenadiers - Intermarché-Wanty-Gobert Matériaux - Israel Start-Up Nation - Jumbo-Visma - Lotto Soudal - Movistar Team - Team BikeExchange - Team DSM - Qhubeka Assos - Trek-Segafredo - UAE Team Emirates ProTeams (5)- Equipo Kern Pharma - Arkéa-Samsic - Gazprom-RusVelo - Euskaltel-Euskadi - Rally Cycling |
| |

### Favoris
João Almeida, Richard Carapaz, Nairo Quintana ainsi que les frères Yates sont les principaux favoris pour le classement général. Clément Champoussin, Brandon McNulty, Wilco Kelderman ou Hugh Carthy peuvent faire un bon classement général ou tenter de remporter une étape. Rohan Dennis et Rémi Cavagna sont les deux spécialistes du contre-la-montre au départ de l'épreuve.

## Étapes
| Étape     | Date    | Villes étapes                             | type                        | Distance (km) | Dénivelé (m) | Vainqueur d'étape | Leader du classement général |
| --------- | ------- | ----------------------------------------- | --------------------------- | ------------- | ------------ | ----------------- | ---------------------------- |
| 1re étape | 22 mars | Calella – Calella                         | étape de moyenne montagne   | 178,4         | 2 813 m      | Andreas Kron      | Andreas Kron                 |
| 2e étape  | 23 mars | Banyoles – Banyoles                       | contre-la-montre individuel | 18,5          | 198 m        | Rohan Dennis      | João Almeida                 |
| 3e étape  | 24 mars | Canal Olímpic de Catalunya – Vallter 2000 | étape de montagne           | 203,1         | 3 753 m      | Adam Yates        | Adam Yates                   |
| 4e étape  | 25 mars | Ripoll – Port Ainé                        | étape de montagne           | 166,5         | 3 980 m      | Esteban Chaves    | Adam Yates                   |
| 5e étape  | 26 mars | Pobla de Segur – Manrèse                  | étape de moyenne montagne   | 201,1         | 2 952 m      | Lennard Kämna     | Adam Yates                   |
| 6e étape  | 27 mars | Tarragone – Mataró                        | étape vallonnée             | 193,8         | 2 656 m      | Peter Sagan       | Adam Yates                   |
| 7e étape  | 28 mars | Barcelone – Barcelone                     | étape de moyenne montagne   | 133           | 2 331 m      | Thomas De Gendt   | Adam Yates                   |

## Déroulement de la course

### 1reétape
Une échappée se forme après dix kilomètres de course avec Natnael Berhane et Sylvain Moniquet et rejoint par Rein Taaramäe et Gotzon Martín. Moniquet est le seul à passer le sommet du Santa Fe Montseny et est repris par le peloton. Un quatuor se forme après la descente (Luis León Sánchez, Lennard Kämna, Andreas Kron et Rémy Rochas) ils ont rapidement trente seconde d'avance.
| \| Classement de l'étape \| Classement de l'étape \| Classement de l'étape \| Classement de l'étape \| Classement de l'étape \| \| Coureur \| Coureur \| Pays \| Équipe \| Temps \| \| --------------------- \| --------------------- \| --------------------- \| --------------------- \| --------------------- \| \| 1er \| Andreas Kron \| Danemark \| Lotto-Soudal \| 4 h 20 min 15 s \| \| 2e \| Luis León Sánchez \| Espagne \| Astana-Premier Tech \| + 0 s \| \| 3e \| Rémy Rochas \| France \| Cofidis \| + 0 s \| \| 4e \| Lennard Kämna \| Allemagne \| Bora-Hansgrohe \| + 0 s \| \| 5e \| Dion Smith \| Nouvelle-Zélande \| Team BikeExchange \| + 16 s \| \| 6e \| Matej Mohorič \| Slovénie \| Bahrain Victorious \| + 16 s \| \| 7e \| Ide Schelling \| Pays-Bas \| Bora-Hansgrohe \| + 16 s \| \| 8e \| Alejandro Valverde \| Espagne \| Movistar Team \| + 16 s \| \| 9e \| Alexander Kamp \| Danemark \| Trek-Segafredo \| + 16 s \| \| 10e \| Michael Valgren \| Danemark \| EF Education-Nippo \| + 16 s \| |                    |                  |                     |                 |
| |                    |                  |                     |                 |
| Source : ProCyclingStats |                    |                  |                     |                 |
| Classement de l'étape |                    |                  |                     |                 |
| Coureur | Coureur            | Pays             | Équipe              | Temps           |
| 1er | Andreas Kron       | Danemark         | Lotto-Soudal        | 4 h 20 min 15 s |
| 2e | Luis León Sánchez  | Espagne          | Astana-Premier Tech | + 0 s           |
| 3e | Rémy Rochas        | France           | Cofidis             | + 0 s           |
| 4e | Lennard Kämna      | Allemagne        | Bora-Hansgrohe      | + 0 s           |
| 5e | Dion Smith         | Nouvelle-Zélande | Team BikeExchange   | + 16 s          |
| 6e | Matej Mohorič      | Slovénie         | Bahrain Victorious  | + 16 s          |
| 7e | Ide Schelling      | Pays-Bas         | Bora-Hansgrohe      | + 16 s          |
| 8e | Alejandro Valverde | Espagne          | Movistar Team       | + 16 s          |
| 9e | Alexander Kamp     | Danemark         | Trek-Segafredo      | + 16 s          |
| 10e | Michael Valgren    | Danemark         | EF Education-Nippo  | + 16 s          |

| \| Classement général \| Classement général \| Classement général \| Classement général \| Classement général \| \| Coureur \| Coureur \| Pays \| Équipe \| Temps \| \| ------------------ \| ------------------ \| ------------------ \| ------------------- \| ------------------ \| \| 1er \| Andreas Kron \| Danemark \| Lotto-Soudal \| 4 h 20 min 05 s \| \| 2e \| Luis León Sánchez \| Espagne \| Astana-Premier Tech \| + 4 s \| \| 3e \| Rémy Rochas \| France \| Cofidis \| + 6 s \| \| 4e \| Lennard Kämna \| Allemagne \| Bora-Hansgrohe \| + 10 s \| \| 5e \| Dion Smith \| Nouvelle-Zélande \| Team BikeExchange \| + 26 s \| \| 6e \| Matej Mohorič \| Slovénie \| Bahrain Victorious \| + 26 s \| \| 7e \| Ide Schelling \| Pays-Bas \| Bora-Hansgrohe \| + 26 s \| \| 8e \| Alejandro Valverde \| Espagne \| Movistar Team \| + 26 s \| \| 9e \| Alexander Kamp \| Danemark \| Trek-Segafredo \| + 26 s \| \| 10e \| Michael Valgren \| Danemark \| EF Education-Nippo \| + 26 s \| |                    |                  |                     |                 |
| |                    |                  |                     |                 |
| Source : ProCyclingStats |                    |                  |                     |                 |
| Classement général |                    |                  |                     |                 |
| Coureur | Coureur            | Pays             | Équipe              | Temps           |
| 1er | Andreas Kron       | Danemark         | Lotto-Soudal        | 4 h 20 min 05 s |
| 2e | Luis León Sánchez  | Espagne          | Astana-Premier Tech | + 4 s           |
| 3e | Rémy Rochas        | France           | Cofidis             | + 6 s           |
| 4e | Lennard Kämna      | Allemagne        | Bora-Hansgrohe      | + 10 s          |
| 5e | Dion Smith         | Nouvelle-Zélande | Team BikeExchange   | + 26 s          |
| 6e | Matej Mohorič      | Slovénie         | Bahrain Victorious  | + 26 s          |
| 7e | Ide Schelling      | Pays-Bas         | Bora-Hansgrohe      | + 26 s          |
| 8e | Alejandro Valverde | Espagne          | Movistar Team       | + 26 s          |
| 9e | Alexander Kamp     | Danemark         | Trek-Segafredo      | + 26 s          |
| 10e | Michael Valgren    | Danemark         | EF Education-Nippo  | + 26 s          |

### 2eétape
| \| Classement de l'étape \| Classement de l'étape \| Classement de l'étape \| Classement de l'étape \| Classement de l'étape \| \| Coureur \| Coureur \| Pays \| Équipe \| Temps \| \| --------------------- \| --------------------- \| --------------------- \| --------------------- \| --------------------- \| \| 1er \| Rohan Dennis \| Australie \| Ineos Grenadiers \| 22 min 27 s \| \| 2e \| Rémi Cavagna \| France \| Deceuninck-Quick Step \| + 5 s \| \| 3e \| João Almeida \| Portugal \| Deceuninck-Quick Step \| + 28 s \| \| 4e \| Brandon McNulty \| États-Unis \| UAE Team Emirates \| + 28 s \| \| 5e \| Steven Kruijswijk \| Pays-Bas \| Jumbo-Visma \| + 33 s \| \| 6e \| Richie Porte \| Australie \| Ineos Grenadiers \| + 34 s \| \| 7e \| Adam Yates \| Royaume-Uni \| Ineos Grenadiers \| + 35 s \| \| 8e \| Josef Černý \| Tchéquie \| Deceuninck-Quick Step \| + 38 s \| \| 9e \| Stefan de Bod \| Afrique du Sud \| Astana-Premier Tech \| + 38 s \| \| 10e \| Geraint Thomas \| Royaume-Uni \| Ineos Grenadiers \| + 47 s \| |                   |                |                       |             |
| |                   |                |                       |             |
| Source : ProCyclingStats |                   |                |                       |             |
| Classement de l'étape |                   |                |                       |             |
| Coureur | Coureur           | Pays           | Équipe                | Temps       |
| 1er | Rohan Dennis      | Australie      | Ineos Grenadiers      | 22 min 27 s |
| 2e | Rémi Cavagna      | France         | Deceuninck-Quick Step | + 5 s       |
| 3e | João Almeida      | Portugal       | Deceuninck-Quick Step | + 28 s      |
| 4e | Brandon McNulty   | États-Unis     | UAE Team Emirates     | + 28 s      |
| 5e | Steven Kruijswijk | Pays-Bas       | Jumbo-Visma           | + 33 s      |
| 6e | Richie Porte      | Australie      | Ineos Grenadiers      | + 34 s      |
| 7e | Adam Yates        | Royaume-Uni    | Ineos Grenadiers      | + 35 s      |
| 8e | Josef Černý       | Tchéquie       | Deceuninck-Quick Step | + 38 s      |
| 9e | Stefan de Bod     | Afrique du Sud | Astana-Premier Tech   | + 38 s      |
| 10e | Geraint Thomas    | Royaume-Uni    | Ineos Grenadiers      | + 47 s      |

| \| Classement général \| Classement général \| Classement général \| Classement général \| Classement général \| \| Coureur \| Coureur \| Pays \| Équipe \| Temps \| \| ------------------ \| ------------------ \| ------------------ \| --------------------- \| ------------------ \| \| 1er \| João Almeida \| Portugal \| Deceuninck-Quick Step \| 4 h 43 min 26 s \| \| 2e \| Brandon McNulty \| États-Unis \| UAE Team Emirates \| + 0 s \| \| 3e \| Luis León Sánchez \| Espagne \| Astana-Premier Tech \| + 3 s \| \| 4e \| Steven Kruijswijk \| Pays-Bas \| Jumbo-Visma \| + 5 s \| \| 5e \| Richie Porte \| Australie \| Ineos Grenadiers \| + 6 s \| \| 6e \| Adam Yates \| Royaume-Uni \| Ineos Grenadiers \| + 7 s \| \| 7e \| Stefan de Bod \| Afrique du Sud \| Astana-Premier Tech \| + 10 s \| \| 8e \| Geraint Thomas \| Royaume-Uni \| Ineos Grenadiers \| + 19 s \| \| 9e \| Fausto Masnada \| Italie \| Deceuninck-Quick Step \| + 20 s \| \| 10e \| Lennard Kämna \| Allemagne \| Bora-Hansgrohe \| + 21 s \| |                   |                |                       |                 |
| |                   |                |                       |                 |
| Source : ProCyclingStats |                   |                |                       |                 |
| Classement général |                   |                |                       |                 |
| Coureur | Coureur           | Pays           | Équipe                | Temps           |
| 1er | João Almeida      | Portugal       | Deceuninck-Quick Step | 4 h 43 min 26 s |
| 2e | Brandon McNulty   | États-Unis     | UAE Team Emirates     | + 0 s           |
| 3e | Luis León Sánchez | Espagne        | Astana-Premier Tech   | + 3 s           |
| 4e | Steven Kruijswijk | Pays-Bas       | Jumbo-Visma           | + 5 s           |
| 5e | Richie Porte      | Australie      | Ineos Grenadiers      | + 6 s           |
| 6e | Adam Yates        | Royaume-Uni    | Ineos Grenadiers      | + 7 s           |
| 7e | Stefan de Bod     | Afrique du Sud | Astana-Premier Tech   | + 10 s          |
| 8e | Geraint Thomas    | Royaume-Uni    | Ineos Grenadiers      | + 19 s          |
| 9e | Fausto Masnada    | Italie         | Deceuninck-Quick Step | + 20 s          |
| 10e | Lennard Kämna     | Allemagne      | Bora-Hansgrohe        | + 21 s          |

### 3eétape
Lors de l’ascension finale de Vallter 2000 (11,5 km à une moyenne de 7,5 %), la première attaque est lancée par le vétéran espagnol Alejandro Valverde à 9,5 km du but. Mais l'attaque décisive est menée par le Britannique Adam Yates à 1,8 kilomètre de l'arrivée. Il est pris en chasse par le Colombien Esteban Chaves qui termine à 13 secondes du coureur britannique.
| \| Classement de l'étape \| Classement de l'étape \| Classement de l'étape \| Classement de l'étape \| Classement de l'étape \| \| Coureur \| Coureur \| Pays \| Équipe \| Temps \| \| --------------------- \| --------------------- \| --------------------- \| ---------------------- \| --------------------- \| \| 1er \| Adam Yates \| Royaume-Uni \| Ineos Grenadiers \| 5 h 00 min 58 s \| \| 2e \| Esteban Chaves \| Colombie \| Team BikeExchange \| + 13 s \| \| 3e \| Alejandro Valverde \| Espagne \| Movistar Team \| + 19 s \| \| 4e \| Geraint Thomas \| Royaume-Uni \| Ineos Grenadiers \| + 31 s \| \| 5e \| Harm Vanhoucke \| Belgique \| Lotto-Soudal \| + 31 s \| \| 6e \| Sepp Kuss \| États-Unis \| Jumbo-Visma \| + 31 s \| \| 7e \| Hugh Carthy \| Royaume-Uni \| EF Education-Nippo \| + 31 s \| \| 8e \| Michael Woods \| Canada \| Israel Start-Up Nation \| + 36 s \| \| 9e \| Richie Porte \| Australie \| Ineos Grenadiers \| + 36 s \| \| 10e \| Giulio Ciccone \| Italie \| Trek-Segafredo \| + 36 s \| |                    |             |                        |                 |
| |                    |             |                        |                 |
| Source : ProCyclingStats |                    |             |                        |                 |
| Classement de l'étape |                    |             |                        |                 |
| Coureur | Coureur            | Pays        | Équipe                 | Temps           |
| 1er | Adam Yates         | Royaume-Uni | Ineos Grenadiers       | 5 h 00 min 58 s |
| 2e | Esteban Chaves     | Colombie    | Team BikeExchange      | + 13 s          |
| 3e | Alejandro Valverde | Espagne     | Movistar Team          | + 19 s          |
| 4e | Geraint Thomas     | Royaume-Uni | Ineos Grenadiers       | + 31 s          |
| 5e | Harm Vanhoucke     | Belgique    | Lotto-Soudal           | + 31 s          |
| 6e | Sepp Kuss          | États-Unis  | Jumbo-Visma            | + 31 s          |
| 7e | Hugh Carthy        | Royaume-Uni | EF Education-Nippo     | + 31 s          |
| 8e | Michael Woods      | Canada      | Israel Start-Up Nation | + 36 s          |
| 9e | Richie Porte       | Australie   | Ineos Grenadiers       | + 36 s          |
| 10e | Giulio Ciccone     | Italie      | Trek-Segafredo         | + 36 s          |

| \| Classement général \| Classement général \| Classement général \| Classement général \| Classement général \| \| Coureur \| Coureur \| Pays \| Équipe \| Temps \| \| ------------------ \| ------------------ \| ------------------ \| --------------------- \| ------------------ \| \| 1er \| Adam Yates \| Royaume-Uni \| Ineos Grenadiers \| 9 h 44 min 21 s \| \| 2e \| Richie Porte \| Australie \| Ineos Grenadiers \| + 45 s \| \| 3e \| João Almeida \| Portugal \| Deceuninck-Quick Step \| + 49 s \| \| 4e \| Geraint Thomas \| Royaume-Uni \| Ineos Grenadiers \| + 53 s \| \| 5e \| Wilco Kelderman \| Pays-Bas \| Bora-Hansgrohe \| + 1 min 03 s \| \| 6e \| Alejandro Valverde \| Espagne \| Movistar Team \| + 1 min 04 s \| \| 7e \| Hugh Carthy \| Royaume-Uni \| EF Education-Nippo \| + 1 min 14 s \| \| 8e \| Simon Yates \| Royaume-Uni \| Team BikeExchange \| + 1 min 21 s \| \| 9e \| Esteban Chaves \| Colombie \| Team BikeExchange \| + 1 min 21 s \| \| 10e \| Brandon McNulty \| États-Unis \| UAE Team Emirates \| + 1 min 24 s \| |                    |             |                       |                 |
| |                    |             |                       |                 |
| Source : ProCyclingStats |                    |             |                       |                 |
| Classement général |                    |             |                       |                 |
| Coureur | Coureur            | Pays        | Équipe                | Temps           |
| 1er | Adam Yates         | Royaume-Uni | Ineos Grenadiers      | 9 h 44 min 21 s |
| 2e | Richie Porte       | Australie   | Ineos Grenadiers      | + 45 s          |
| 3e | João Almeida       | Portugal    | Deceuninck-Quick Step | + 49 s          |
| 4e | Geraint Thomas     | Royaume-Uni | Ineos Grenadiers      | + 53 s          |
| 5e | Wilco Kelderman    | Pays-Bas    | Bora-Hansgrohe        | + 1 min 03 s    |
| 6e | Alejandro Valverde | Espagne     | Movistar Team         | + 1 min 04 s    |
| 7e | Hugh Carthy        | Royaume-Uni | EF Education-Nippo    | + 1 min 14 s    |
| 8e | Simon Yates        | Royaume-Uni | Team BikeExchange     | + 1 min 21 s    |
| 9e | Esteban Chaves     | Colombie    | Team BikeExchange     | + 1 min 21 s    |
| 10e | Brandon McNulty    | États-Unis  | UAE Team Emirates     | + 1 min 24 s    |

### 4eétape
Issu du premier groupe d'attaquants de la journée comprenant 13 coureurs, l'Allemand Lennard Kämna s'isole en tête dans l'avant-dernière ascension, à 55 km du but. Mais il est repris par le peloton dans la première partie de la montée finale à une quinzaine de kilomètres de l'arrivée. Après une tentative infructueuse du Néerlandais Steven Kruijswijk aux dix kilomètres, c'est au tour du Colombien Esteban Chaves de placer une attaque à 7 kilomètres du sommet. Il résiste au retour de l'équipe Ineos-Grenadiers du leader Adam Yates et maintient une avance de sept secondes sur la ligne d'arrivée.
| \| Classement de l'étape \| Classement de l'étape \| Classement de l'étape \| Classement de l'étape \| Classement de l'étape \| \| Coureur \| Coureur \| Pays \| Équipe \| Temps \| \| --------------------- \| --------------------- \| --------------------- \| ---------------------- \| --------------------- \| \| 1er \| Esteban Chaves \| Colombie \| Team BikeExchange \| 4 h 29 min 47 s \| \| 2e \| Michael Woods \| Canada \| Israel Start-Up Nation \| + 7 s \| \| 3e \| Geraint Thomas \| Royaume-Uni \| Ineos Grenadiers \| + 7 s \| \| 4e \| Adam Yates \| Royaume-Uni \| Ineos Grenadiers \| + 7 s \| \| 5e \| Sepp Kuss \| États-Unis \| Jumbo-Visma \| + 7 s \| \| 6e \| Alejandro Valverde \| Espagne \| Movistar Team \| + 7 s \| \| 7e \| Richie Porte \| Australie \| Ineos Grenadiers \| + 7 s \| \| 8e \| Wilco Kelderman \| Pays-Bas \| Bora-Hansgrohe \| + 7 s \| \| 9e \| Nairo Quintana \| Colombie \| Arkéa-Samsic \| + 7 s \| \| 10e \| Lucas Hamilton \| Australie \| Team BikeExchange \| + 7 s \| |                    |             |                        |                 |
| |                    |             |                        |                 |
| Source : ProCyclingStats |                    |             |                        |                 |
| Classement de l'étape |                    |             |                        |                 |
| Coureur | Coureur            | Pays        | Équipe                 | Temps           |
| 1er | Esteban Chaves     | Colombie    | Team BikeExchange      | 4 h 29 min 47 s |
| 2e | Michael Woods      | Canada      | Israel Start-Up Nation | + 7 s           |
| 3e | Geraint Thomas     | Royaume-Uni | Ineos Grenadiers       | + 7 s           |
| 4e | Adam Yates         | Royaume-Uni | Ineos Grenadiers       | + 7 s           |
| 5e | Sepp Kuss          | États-Unis  | Jumbo-Visma            | + 7 s           |
| 6e | Alejandro Valverde | Espagne     | Movistar Team          | + 7 s           |
| 7e | Richie Porte       | Australie   | Ineos Grenadiers       | + 7 s           |
| 8e | Wilco Kelderman    | Pays-Bas    | Bora-Hansgrohe         | + 7 s           |
| 9e | Nairo Quintana     | Colombie    | Arkéa-Samsic           | + 7 s           |
| 10e | Lucas Hamilton     | Australie   | Team BikeExchange      | + 7 s           |

| \| Classement général \| Classement général \| Classement général \| Classement général \| Classement général \| \| Coureur \| Coureur \| Pays \| Équipe \| Temps \| \| ------------------ \| ------------------ \| ------------------ \| --------------------- \| ------------------ \| \| 1er \| Adam Yates \| Royaume-Uni \| Ineos Grenadiers \| 14 h 14 min 15 s \| \| 2e \| Richie Porte \| Australie \| Ineos Grenadiers \| + 45 s \| \| 3e \| Geraint Thomas \| Royaume-Uni \| Ineos Grenadiers \| + 49 s \| \| 4e \| Alejandro Valverde \| Espagne \| Movistar Team \| + 1 min 03 s \| \| 5e \| Wilco Kelderman \| Pays-Bas \| Bora-Hansgrohe \| + 1 min 03 s \| \| 6e \| Esteban Chaves \| Colombie \| Team BikeExchange \| + 1 min 04 s \| \| 7e \| João Almeida \| Portugal \| Deceuninck-Quick Step \| + 1 min 07 s \| \| 8e \| Hugh Carthy \| Royaume-Uni \| EF Education-Nippo \| + 1 min 20 s \| \| 9e \| Sepp Kuss \| États-Unis \| Jumbo-Visma \| + 1 min 29 s \| \| 10e \| Simon Yates \| Royaume-Uni \| Team BikeExchange \| + 1 min 32 s \| |                    |             |                       |                  |
| |                    |             |                       |                  |
| Source : ProCyclingStats |                    |             |                       |                  |
| Classement général |                    |             |                       |                  |
| Coureur | Coureur            | Pays        | Équipe                | Temps            |
| 1er | Adam Yates         | Royaume-Uni | Ineos Grenadiers      | 14 h 14 min 15 s |
| 2e | Richie Porte       | Australie   | Ineos Grenadiers      | + 45 s           |
| 3e | Geraint Thomas     | Royaume-Uni | Ineos Grenadiers      | + 49 s           |
| 4e | Alejandro Valverde | Espagne     | Movistar Team         | + 1 min 03 s     |
| 5e | Wilco Kelderman    | Pays-Bas    | Bora-Hansgrohe        | + 1 min 03 s     |
| 6e | Esteban Chaves     | Colombie    | Team BikeExchange     | + 1 min 04 s     |
| 7e | João Almeida       | Portugal    | Deceuninck-Quick Step | + 1 min 07 s     |
| 8e | Hugh Carthy        | Royaume-Uni | EF Education-Nippo    | + 1 min 20 s     |
| 9e | Sepp Kuss          | États-Unis  | Jumbo-Visma           | + 1 min 29 s     |
| 10e | Simon Yates        | Royaume-Uni | Team BikeExchange     | + 1 min 32 s     |

### 5eétape
L’Allemand Lennard Kämna  (BORA-hansgrohe) s’impose en solitaire après être sorti d’un groupe d’échappés à une vingtaine de kilomètres de l’arrivée.
| \| Classement de l'étape \| Classement de l'étape \| Classement de l'étape \| Classement de l'étape \| Classement de l'étape \| \| Coureur \| Coureur \| Pays \| Équipe \| Temps \| \| --------------------- \| --------------------- \| --------------------- \| ---------------------- \| --------------------- \| \| 1er \| Lennard Kämna \| Allemagne \| Bora-Hansgrohe \| 4 h 29 min 13 s \| \| 2e \| Ruben Guerreiro \| Portugal \| EF Education-Nippo \| + 39 s \| \| 3e \| Mikel Bizkarra \| Espagne \| Euskaltel-Euskadi \| + 42 s \| \| 4e \| Dion Smith \| Nouvelle-Zélande \| Team BikeExchange \| + 44 s \| \| 5e \| Dan Martin \| Irlande \| Israel Start-Up Nation \| + 44 s \| \| 6e \| Matej Mohorič \| Slovénie \| Bahrain Victorious \| + 44 s \| \| 7e \| James Knox \| Royaume-Uni \| Deceuninck-Quick Step \| + 44 s \| \| 8e \| Attila Valter \| Hongrie \| Groupama-FDJ \| + 44 s \| \| 9e \| Rigoberto Urán \| Colombie \| EF Education-Nippo \| + 44 s \| \| 10e \| Steven Kruijswijk \| Pays-Bas \| Jumbo-Visma \| + 44 s \| |                   |                  |                        |                 |
| |                   |                  |                        |                 |
| Source : ProCyclingStats |                   |                  |                        |                 |
| Classement de l'étape |                   |                  |                        |                 |
| Coureur | Coureur           | Pays             | Équipe                 | Temps           |
| 1er | Lennard Kämna     | Allemagne        | Bora-Hansgrohe         | 4 h 29 min 13 s |
| 2e | Ruben Guerreiro   | Portugal         | EF Education-Nippo     | + 39 s          |
| 3e | Mikel Bizkarra    | Espagne          | Euskaltel-Euskadi      | + 42 s          |
| 4e | Dion Smith        | Nouvelle-Zélande | Team BikeExchange      | + 44 s          |
| 5e | Dan Martin        | Irlande          | Israel Start-Up Nation | + 44 s          |
| 6e | Matej Mohorič     | Slovénie         | Bahrain Victorious     | + 44 s          |
| 7e | James Knox        | Royaume-Uni      | Deceuninck-Quick Step  | + 44 s          |
| 8e | Attila Valter     | Hongrie          | Groupama-FDJ           | + 44 s          |
| 9e | Rigoberto Urán    | Colombie         | EF Education-Nippo     | + 44 s          |
| 10e | Steven Kruijswijk | Pays-Bas         | Jumbo-Visma            | + 44 s          |

| \| Classement général \| Classement général \| Classement général \| Classement général \| Classement général \| \| Coureur \| Coureur \| Pays \| Équipe \| Temps \| \| ------------------ \| ------------------ \| ------------------ \| --------------------- \| ------------------ \| \| 1er \| Adam Yates \| Royaume-Uni \| Ineos Grenadiers \| 18 h 45 min 27 s \| \| 2e \| Richie Porte \| Australie \| Ineos Grenadiers \| + 45 s \| \| 3e \| Geraint Thomas \| Royaume-Uni \| Ineos Grenadiers \| + 49 s \| \| 4e \| Alejandro Valverde \| Espagne \| Movistar Team \| + 1 min 03 s \| \| 5e \| Wilco Kelderman \| Pays-Bas \| Bora-Hansgrohe \| + 1 min 03 s \| \| 6e \| Esteban Chaves \| Colombie \| Team BikeExchange \| + 1 min 04 s \| \| 7e \| João Almeida \| Portugal \| Deceuninck-Quick Step \| + 1 min 07 s \| \| 8e \| Hugh Carthy \| Royaume-Uni \| EF Education-Nippo \| + 1 min 20 s \| \| 9e \| Sepp Kuss \| États-Unis \| Jumbo-Visma \| + 1 min 29 s \| \| 10e \| Simon Yates \| Royaume-Uni \| Team BikeExchange \| + 1 min 32 s \| |                    |             |                       |                  |
| |                    |             |                       |                  |
| Source : ProCyclingStats |                    |             |                       |                  |
| Classement général |                    |             |                       |                  |
| Coureur | Coureur            | Pays        | Équipe                | Temps            |
| 1er | Adam Yates         | Royaume-Uni | Ineos Grenadiers      | 18 h 45 min 27 s |
| 2e | Richie Porte       | Australie   | Ineos Grenadiers      | + 45 s           |
| 3e | Geraint Thomas     | Royaume-Uni | Ineos Grenadiers      | + 49 s           |
| 4e | Alejandro Valverde | Espagne     | Movistar Team         | + 1 min 03 s     |
| 5e | Wilco Kelderman    | Pays-Bas    | Bora-Hansgrohe        | + 1 min 03 s     |
| 6e | Esteban Chaves     | Colombie    | Team BikeExchange     | + 1 min 04 s     |
| 7e | João Almeida       | Portugal    | Deceuninck-Quick Step | + 1 min 07 s     |
| 8e | Hugh Carthy        | Royaume-Uni | EF Education-Nippo    | + 1 min 20 s     |
| 9e | Sepp Kuss          | États-Unis  | Jumbo-Visma           | + 1 min 29 s     |
| 10e | Simon Yates        | Royaume-Uni | Team BikeExchange     | + 1 min 32 s     |

### 6eétape
L'échappée du début de course composée du Colombien Harold Tejada (Astana), du Russe Dmitrii Strakhov (Gazprom-RusVelo), du Slovène Matej Mohorič (Barhain Victorias), du Danois Mattias Skjelmose (Trek-Segafredo) et du Canadien Antoine Duchesne (Groupama-FDJ) est reprise à 22 kilomètres du but à l'exception de Strakhov qui résiste seul jusqu'à 15 kilomètres de l'arrivée. Le Français Remi Cavagna (Deceuninck-Quick Step) fausse compagnie au peloton lors de la descente de l’Alt El Collet, la dernière difficulté de la journée mais il est repris à 8 kilomètres du terme. Le sprint massif est gagné par le triple champion du monde slovaque Peter Sagan (Bora-Hansgrohe) qui remporte sa première victoire de la saison.
| \| Classement de l'étape \| Classement de l'étape \| Classement de l'étape \| Classement de l'étape \| Classement de l'étape \| \| Coureur \| Coureur \| Pays \| Équipe \| Temps \| \| --------------------- \| --------------------------- \| --------------------- \| ---------------------- \| --------------------- \| \| 1er \| Peter Sagan \| Slovaquie \| Bora-Hansgrohe \| 4 h 23 min 18 s \| \| 2e \| Daryl Impey \| Afrique du Sud \| Israel Start-Up Nation \| + 0 s \| \| 3e \| Sebastián Molano \| Colombie \| UAE Team Emirates \| + 0 s \| \| 4e \| Reinardt Janse van Rensburg \| Afrique du Sud \| Qhubeka Assos \| + 0 s \| \| 5e \| Alexander Kamp \| Danemark \| Trek-Segafredo \| + 0 s \| \| 6e \| Clément Venturini \| France \| AG2R Citroën Team \| + 0 s \| \| 7e \| Max Kanter \| Allemagne \| Team DSM \| + 0 s \| \| 8e \| João Almeida \| Portugal \| Deceuninck-Quick Step \| + 0 s \| \| 9e \| Michael Valgren \| Danemark \| EF Education-Nippo \| + 0 s \| \| 10e \| Maxim Van Gils \| Belgique \| Lotto-Soudal \| + 0 s \| |                             |                |                        |                 |
| |                             |                |                        |                 |
| Source : ProCyclingStats |                             |                |                        |                 |
| Classement de l'étape |                             |                |                        |                 |
| Coureur | Coureur                     | Pays           | Équipe                 | Temps           |
| 1er | Peter Sagan                 | Slovaquie      | Bora-Hansgrohe         | 4 h 23 min 18 s |
| 2e | Daryl Impey                 | Afrique du Sud | Israel Start-Up Nation | + 0 s           |
| 3e | Sebastián Molano            | Colombie       | UAE Team Emirates      | + 0 s           |
| 4e | Reinardt Janse van Rensburg | Afrique du Sud | Qhubeka Assos          | + 0 s           |
| 5e | Alexander Kamp              | Danemark       | Trek-Segafredo         | + 0 s           |
| 6e | Clément Venturini           | France         | AG2R Citroën Team      | + 0 s           |
| 7e | Max Kanter                  | Allemagne      | Team DSM               | + 0 s           |
| 8e | João Almeida                | Portugal       | Deceuninck-Quick Step  | + 0 s           |
| 9e | Michael Valgren             | Danemark       | EF Education-Nippo     | + 0 s           |
| 10e | Maxim Van Gils              | Belgique       | Lotto-Soudal           | + 0 s           |

| \| Classement général \| Classement général \| Classement général \| Classement général \| Classement général \| \| Coureur \| Coureur \| Pays \| Équipe \| Temps \| \| ------------------ \| ------------------ \| ------------------ \| --------------------- \| ------------------ \| \| 1er \| Adam Yates \| Royaume-Uni \| Ineos Grenadiers \| 23 h 08 min 45 s \| \| 2e \| Richie Porte \| Australie \| Ineos Grenadiers \| + 45 s \| \| 3e \| Geraint Thomas \| Royaume-Uni \| Ineos Grenadiers \| + 49 s \| \| 4e \| Alejandro Valverde \| Espagne \| Movistar Team \| + 1 min 03 s \| \| 5e \| Wilco Kelderman \| Pays-Bas \| Bora-Hansgrohe \| + 1 min 03 s \| \| 6e \| Esteban Chaves \| Colombie \| Team BikeExchange \| + 1 min 04 s \| \| 7e \| João Almeida \| Portugal \| Deceuninck-Quick Step \| + 1 min 07 s \| \| 8e \| Hugh Carthy \| Royaume-Uni \| EF Education-Nippo \| + 1 min 20 s \| \| 9e \| Sepp Kuss \| États-Unis \| Jumbo-Visma \| + 1 min 29 s \| \| 10e \| Simon Yates \| Royaume-Uni \| Team BikeExchange \| + 1 min 32 s \| |                    |             |                       |                  |
| |                    |             |                       |                  |
| Source : ProCyclingStats |                    |             |                       |                  |
| Classement général |                    |             |                       |                  |
| Coureur | Coureur            | Pays        | Équipe                | Temps            |
| 1er | Adam Yates         | Royaume-Uni | Ineos Grenadiers      | 23 h 08 min 45 s |
| 2e | Richie Porte       | Australie   | Ineos Grenadiers      | + 45 s           |
| 3e | Geraint Thomas     | Royaume-Uni | Ineos Grenadiers      | + 49 s           |
| 4e | Alejandro Valverde | Espagne     | Movistar Team         | + 1 min 03 s     |
| 5e | Wilco Kelderman    | Pays-Bas    | Bora-Hansgrohe        | + 1 min 03 s     |
| 6e | Esteban Chaves     | Colombie    | Team BikeExchange     | + 1 min 04 s     |
| 7e | João Almeida       | Portugal    | Deceuninck-Quick Step | + 1 min 07 s     |
| 8e | Hugh Carthy        | Royaume-Uni | EF Education-Nippo    | + 1 min 20 s     |
| 9e | Sepp Kuss          | États-Unis  | Jumbo-Visma           | + 1 min 29 s     |
| 10e | Simon Yates        | Royaume-Uni | Team BikeExchange     | + 1 min 32 s     |

### 7eétape
Cette ultime étape est ponctuée par les six ascensions de l’Alt del Castel Montjuic à Barcelone. Issus de l'échappée matinale comprenant une trentaine de coureurs, le Belge Thomas De Gendt (Lotto-Soudal) et le Slovène Matej Mohorič (Barhain Victorious) s'isolent en tête à 44 kilomètres de l'arrivée. Sous la banderole des 5 km, De Gendt lâche Mohorič et file vers la victoire à Barcelone.
| \| Classement de l'étape \| Classement de l'étape \| Classement de l'étape \| Classement de l'étape \| Classement de l'étape \| \| Coureur \| Coureur \| Pays \| Équipe \| Temps \| \| --------------------- \| --------------------- \| --------------------- \| ---------------------- \| --------------------- \| \| 1er \| Thomas De Gendt \| Belgique \| Lotto-Soudal \| 3 h 06 min 10 s \| \| 2e \| Matej Mohorič \| Slovénie \| Bahrain Victorious \| + 22 s \| \| 3e \| Attila Valter \| Hongrie \| Groupama-FDJ \| + 1 min 42 s \| \| 4e \| Sébastien Reichenbach \| Suisse \| Groupama-FDJ \| + 1 min 46 s \| \| 5e \| Alejandro Valverde \| Espagne \| Movistar Team \| + 1 min 46 s \| \| 6e \| Michael Woods \| Canada \| Israel Start-Up Nation \| + 1 min 46 s \| \| 7e \| Marc Hirschi \| Suisse \| UAE Team Emirates \| + 1 min 46 s \| \| 8e \| João Almeida \| Portugal \| Deceuninck-Quick Step \| + 1 min 46 s \| \| 9e \| Adam Yates \| Royaume-Uni \| Ineos Grenadiers \| + 1 min 46 s \| \| 10e \| Clément Champoussin \| France \| AG2R Citroën Team \| + 1 min 46 s \| |                       |             |                        |                 |
| |                       |             |                        |                 |
| Source : ProCyclingStats |                       |             |                        |                 |
| Classement de l'étape |                       |             |                        |                 |
| Coureur | Coureur               | Pays        | Équipe                 | Temps           |
| 1er | Thomas De Gendt       | Belgique    | Lotto-Soudal           | 3 h 06 min 10 s |
| 2e | Matej Mohorič         | Slovénie    | Bahrain Victorious     | + 22 s          |
| 3e | Attila Valter         | Hongrie     | Groupama-FDJ           | + 1 min 42 s    |
| 4e | Sébastien Reichenbach | Suisse      | Groupama-FDJ           | + 1 min 46 s    |
| 5e | Alejandro Valverde    | Espagne     | Movistar Team          | + 1 min 46 s    |
| 6e | Michael Woods         | Canada      | Israel Start-Up Nation | + 1 min 46 s    |
| 7e | Marc Hirschi          | Suisse      | UAE Team Emirates      | + 1 min 46 s    |
| 8e | João Almeida          | Portugal    | Deceuninck-Quick Step  | + 1 min 46 s    |
| 9e | Adam Yates            | Royaume-Uni | Ineos Grenadiers       | + 1 min 46 s    |
| 10e | Clément Champoussin   | France      | AG2R Citroën Team      | + 1 min 46 s    |

## Classements finals

### Classement général final
| \| Classement général \| Classement général \| Classement général \| Classement général \| Classement général \| \| Coureur \| Coureur \| Pays \| Équipe \| Temps \| \| ------------------ \| ------------------ \| ------------------ \| --------------------- \| ------------------ \| \| 1er \| Adam Yates \| Royaume-Uni \| Ineos Grenadiers \| 26 h 16 min 41 s \| \| 2e \| Richie Porte \| Australie \| Ineos Grenadiers \| + 45 s \| \| 3e \| Geraint Thomas \| Royaume-Uni \| Ineos Grenadiers \| + 49 s \| \| 4e \| Alejandro Valverde \| Espagne \| Movistar Team \| + 1 min 03 s \| \| 5e \| Wilco Kelderman \| Pays-Bas \| Bora-Hansgrohe \| + 1 min 03 s \| \| 6e \| Esteban Chaves \| Colombie \| Team BikeExchange \| + 1 min 04 s \| \| 7e \| João Almeida \| Portugal \| Deceuninck-Quick Step \| + 1 min 05 s \| \| 8e \| Hugh Carthy \| Royaume-Uni \| EF Education-Nippo \| + 1 min 20 s \| \| 9e \| Simon Yates \| Royaume-Uni \| Team BikeExchange \| + 1 min 32 s \| \| 10e \| Lucas Hamilton \| Australie \| Team BikeExchange \| + 1 min 35 s \| |                    |             |                       |                  |
| |                    |             |                       |                  |
| Source : ProCyclingStats |                    |             |                       |                  |
| Classement général |                    |             |                       |                  |
| Coureur | Coureur            | Pays        | Équipe                | Temps            |
| 1er | Adam Yates         | Royaume-Uni | Ineos Grenadiers      | 26 h 16 min 41 s |
| 2e | Richie Porte       | Australie   | Ineos Grenadiers      | + 45 s           |
| 3e | Geraint Thomas     | Royaume-Uni | Ineos Grenadiers      | + 49 s           |
| 4e | Alejandro Valverde | Espagne     | Movistar Team         | + 1 min 03 s     |
| 5e | Wilco Kelderman    | Pays-Bas    | Bora-Hansgrohe        | + 1 min 03 s     |
| 6e | Esteban Chaves     | Colombie    | Team BikeExchange     | + 1 min 04 s     |
| 7e | João Almeida       | Portugal    | Deceuninck-Quick Step | + 1 min 05 s     |
| 8e | Hugh Carthy        | Royaume-Uni | EF Education-Nippo    | + 1 min 20 s     |
| 9e | Simon Yates        | Royaume-Uni | Team BikeExchange     | + 1 min 32 s     |
| 10e | Lucas Hamilton     | Australie   | Team BikeExchange     | + 1 min 35 s     |

### Classements annexes
| Classement de la montagne | Classement de la montagne | Classement de la montagne | Classement de la montagne | Classement de la montagne |
| Coureur                   | Coureur                   | Pays                      | Équipe                    | Points                    |
| ------------------------- | ------------------------- | ------------------------- | ------------------------- | ------------------------- |
| 1er                       | Esteban Chaves            | Colombie                  | Team BikeExchange         | 50 pts                    |
| 2e                        | Adam Yates                | Royaume-Uni               | Ineos Grenadiers          | 40 pts                    |
| 3e                        | Thomas De Gendt           | Belgique                  | Lotto-Soudal              | 38 pts                    |
| 4e                        | Koen Bouwman              | Pays-Bas                  | Jumbo-Visma               | 35 pts                    |
| 5e                        | Geraint Thomas            | Royaume-Uni               | Ineos Grenadiers          | 30 pts                    |
| 6e                        | Alejandro Valverde        | Espagne                   | Movistar Team             | 28 pts                    |
| 7e                        | Lennard Kämna             | Allemagne                 | Bora-Hansgrohe            | 27 pts                    |
| 8e                        | Michael Woods             | Canada                    | Israel Start-Up Nation    | 26 pts                    |
| 9e                        | Sepp Kuss                 | États-Unis                | Jumbo-Visma               | 23 pts                    |
| 10e                       | Matej Mohorič             | Slovénie                  | Bahrain Victorious        | 21 pts                    |

| Classement de la montagne | Classement de la montagne | Classement de la montagne | Classement de la montagne | Classement de la montagne |
| Coureur                   | Coureur                   | Pays                      | Équipe                    | Points                    |
| ------------------------- | ------------------------- | ------------------------- | ------------------------- | ------------------------- |
| 1er                       | Esteban Chaves            | Colombie                  | Team BikeExchange         | 50 pts                    |
| 2e                        | Adam Yates                | Royaume-Uni               | Ineos Grenadiers          | 40 pts                    |
| 3e                        | Thomas De Gendt           | Belgique                  | Lotto-Soudal              | 38 pts                    |
| 4e                        | Koen Bouwman              | Pays-Bas                  | Jumbo-Visma               | 35 pts                    |
| 5e                        | Geraint Thomas            | Royaume-Uni               | Ineos Grenadiers          | 30 pts                    |
| 6e                        | Alejandro Valverde        | Espagne                   | Movistar Team             | 28 pts                    |
| 7e                        | Lennard Kämna             | Allemagne                 | Bora-Hansgrohe            | 27 pts                    |
| 8e                        | Michael Woods             | Canada                    | Israel Start-Up Nation    | 26 pts                    |
| 9e                        | Sepp Kuss                 | États-Unis                | Jumbo-Visma               | 23 pts                    |
| 10e                       | Matej Mohorič             | Slovénie                  | Bahrain Victorious        | 21 pts                    |

| Classement par points | Classement par points | Classement par points | Classement par points  | Classement par points |
| Coureur               | Coureur               | Pays                  | Équipe                 | Points                |
| --------------------- | --------------------- | --------------------- | ---------------------- | --------------------- |
| 1er                   | Esteban Chaves        | Colombie              | Team BikeExchange      | 16 pts                |
| 2e                    | Thomas De Gendt       | Belgique              | Lotto-Soudal           | 13 pts                |
| 3e                    | Peter Sagan           | Slovaquie             | Bora-Hansgrohe         | 13 pts                |
| 4e                    | Rohan Dennis          | Australie             | Ineos Grenadiers       | 11 pts                |
| 5e                    | Adam Yates            | Royaume-Uni           | Ineos Grenadiers       | 10 pts                |
| 6e                    | Lennard Kämna         | Allemagne             | Bora-Hansgrohe         | 10 pts                |
| 7e                    | Rémi Cavagna          | France                | Deceuninck-Quick Step  | 9 pts                 |
| 8e                    | Natnael Berhane       | Érythrée              | Cofidis                | 6 pts                 |
| 9e                    | João Almeida          | Portugal              | Deceuninck-Quick Step  | 6 pts                 |
| 10e                   | Michael Woods         | Canada                | Israel Start-Up Nation | 6 pts                 |

| Classement par points | Classement par points | Classement par points | Classement par points  | Classement par points |
| Coureur               | Coureur               | Pays                  | Équipe                 | Points                |
| --------------------- | --------------------- | --------------------- | ---------------------- | --------------------- |
| 1er                   | Esteban Chaves        | Colombie              | Team BikeExchange      | 16 pts                |
| 2e                    | Thomas De Gendt       | Belgique              | Lotto-Soudal           | 13 pts                |
| 3e                    | Peter Sagan           | Slovaquie             | Bora-Hansgrohe         | 13 pts                |
| 4e                    | Rohan Dennis          | Australie             | Ineos Grenadiers       | 11 pts                |
| 5e                    | Adam Yates            | Royaume-Uni           | Ineos Grenadiers       | 10 pts                |
| 6e                    | Lennard Kämna         | Allemagne             | Bora-Hansgrohe         | 10 pts                |
| 7e                    | Rémi Cavagna          | France                | Deceuninck-Quick Step  | 9 pts                 |
| 8e                    | Natnael Berhane       | Érythrée              | Cofidis                | 6 pts                 |
| 9e                    | João Almeida          | Portugal              | Deceuninck-Quick Step  | 6 pts                 |
| 10e                   | Michael Woods         | Canada                | Israel Start-Up Nation | 6 pts                 |

| Classement du meilleur jeune | Classement du meilleur jeune | Classement du meilleur jeune | Classement du meilleur jeune | Classement du meilleur jeune |
| Coureur                      | Coureur                      | Pays                         | Équipe                       | Temps                        |
| ---------------------------- | ---------------------------- | ---------------------------- | ---------------------------- | ---------------------------- |
| 1er                          | João Almeida                 | Portugal                     | Deceuninck-Quick Step        | 26 h 17 min 46 s             |
| 2e                           | Lucas Hamilton               | Australie                    | Team BikeExchange            | + 30 s                       |
| 3e                           | Brandon McNulty              | États-Unis                   | UAE Team Emirates            | + 1 min 14 s                 |
| 4e                           | Harm Vanhoucke               | Belgique                     | Lotto-Soudal                 | + 4 min 09 s                 |
| 5e                           | Santiago Buitrago            | Colombie                     | Bahrain Victorious           | + 4 min 52 s                 |
| 6e                           | Lennard Kämna                | Allemagne                    | Bora-Hansgrohe               | + 17 min 40 s                |
| 7e                           | Attila Valter                | Hongrie                      | Groupama-FDJ                 | + 26 min 41 s                |
| 8e                           | Callum Scotson               | Australie                    | Team BikeExchange            | + 28 min 08 s                |
| 9e                           | Clément Champoussin          | France                       | AG2R Citroën Team            | + 31 min 00 s                |
| 10e                          | Marc Hirschi                 | Suisse                       | UAE Team Emirates            | + 33 min 34 s                |

| Classement du meilleur jeune | Classement du meilleur jeune | Classement du meilleur jeune | Classement du meilleur jeune | Classement du meilleur jeune |
| Coureur                      | Coureur                      | Pays                         | Équipe                       | Temps                        |
| ---------------------------- | ---------------------------- | ---------------------------- | ---------------------------- | ---------------------------- |
| 1er                          | João Almeida                 | Portugal                     | Deceuninck-Quick Step        | 26 h 17 min 46 s             |
| 2e                           | Lucas Hamilton               | Australie                    | Team BikeExchange            | + 30 s                       |
| 3e                           | Brandon McNulty              | États-Unis                   | UAE Team Emirates            | + 1 min 14 s                 |
| 4e                           | Harm Vanhoucke               | Belgique                     | Lotto-Soudal                 | + 4 min 09 s                 |
| 5e                           | Santiago Buitrago            | Colombie                     | Bahrain Victorious           | + 4 min 52 s                 |
| 6e                           | Lennard Kämna                | Allemagne                    | Bora-Hansgrohe               | + 17 min 40 s                |
| 7e                           | Attila Valter                | Hongrie                      | Groupama-FDJ                 | + 26 min 41 s                |
| 8e                           | Callum Scotson               | Australie                    | Team BikeExchange            | + 28 min 08 s                |
| 9e                           | Clément Champoussin          | France                       | AG2R Citroën Team            | + 31 min 00 s                |
| 10e                          | Marc Hirschi                 | Suisse                       | UAE Team Emirates            | + 33 min 34 s                |

| Classement par équipes | Classement par équipes | Classement par équipes | Classement par équipes |
| Équipe                 | Équipe                 | Pays                   | Temps                  |
| ---------------------- | ---------------------- | ---------------------- | ---------------------- |
| 1re                    | Ineos Grenadiers       | Royaume-Uni            | 78 h 51 min 04 s       |
| 2e                     | Team BikeExchange      | Australie              | + 36 s                 |
| 3e                     | Movistar Team          | Espagne                | + 14 min 11 s          |
| 4e                     | Jumbo-Visma            | Pays-Bas               | + 26 min 10 s          |
| 5e                     | EF Education-Nippo     | États-Unis             | + 26 min 48 s          |
| 6e                     | Deceuninck-Quick Step  | Belgique               | + 27 min 21 s          |
| 7e                     | UAE Team Emirates      | Émirats arabes unis    | + 31 min 42 s          |
| 8e                     | Bora-Hansgrohe         | Allemagne              | + 35 min 41 s          |
| 9e                     | Euskaltel-Euskadi      | Espagne                | + 41 min 26 s          |
| 10e                    | Trek-Segafredo         | États-Unis             | + 42 min 47 s          |

| Classement par équipes | Classement par équipes | Classement par équipes | Classement par équipes |
| Équipe                 | Équipe                 | Pays                   | Temps                  |
| ---------------------- | ---------------------- | ---------------------- | ---------------------- |
| 1re                    | Ineos Grenadiers       | Royaume-Uni            | 78 h 51 min 04 s       |
| 2e                     | Team BikeExchange      | Australie              | + 36 s                 |
| 3e                     | Movistar Team          | Espagne                | + 14 min 11 s          |
| 4e                     | Jumbo-Visma            | Pays-Bas               | + 26 min 10 s          |
| 5e                     | EF Education-Nippo     | États-Unis             | + 26 min 48 s          |
| 6e                     | Deceuninck-Quick Step  | Belgique               | + 27 min 21 s          |
| 7e                     | UAE Team Emirates      | Émirats arabes unis    | + 31 min 42 s          |
| 8e                     | Bora-Hansgrohe         | Allemagne              | + 35 min 41 s          |
| 9e                     | Euskaltel-Euskadi      | Espagne                | + 41 min 26 s          |
| 10e                    | Trek-Segafredo         | États-Unis             | + 42 min 47 s          |

## Classements UCI
La course attribue des points au Classement mondial UCI 2021 selon le barème suivant.
| Position           | 1er | 2e  | 3e  | 4e  | 5e  | 6e  | 7e  | 8e  | 9e | 10e | 11e | 12e | 13e | 14e | 15e | 16e à 20e | 21e à 30e | 31e à 50e | 51e à 55e | 56e à 60e |
| Classement général | 400 | 320 | 260 | 220 | 180 | 140 | 120 | 100 | 80 | 68  | 56  | 48  | 40  | 32  | 28  | 24        | 16        | 8         | 4         | 2         |
| Par étapes         | 50  | 20  | 8   |     |     |     |     |     |    |     |     |     |     |     |     |           |           |           |           |           |
| Leader             | 8   |     |     |     |     |     |     |     |    |     |     |     |     |     |     |           |           |           |           |           |

| Rang | Coureur            | Équipe                | Général | Etape | Leader | Total |
| ---- | ------------------ | --------------------- | ------- | ----- | ------ | ----- |
| 1er  | Adam Yates         | Ineos Grenadiers      | 400     | 50    | 32     | 482   |
| 2e   | Richie Porte       | Ineos Grenadiers      | 320     | 0     | 0      | 320   |
| 3e   | Geraint Thomas     | Ineos Grenadiers      | 260     | 8     | 0      | 268   |
| 4e   | Alejandro Valverde | Movistar              | 220     | 8     | 0      | 228   |
| 5e   | Esteban Chaves     | BikeExchange          | 140     | 70    | 0      | 210   |
| 6e   | Wilco Kelderman    | Bora-Hansgrohe        | 180     | 0     | 0      | 180   |
| 7e   | João Almeida       | Deceuninck-Quick Step | 120     | 8     | 8      | 136   |
| 8e   | Hugh Carthy        | EF Education-Nippo    | 100     | 0     | 0      | 100   |
| 9e   | Simon Yates        | BikeExchange          | 80      | 0     | 0      | 80    |
| 10e  | Lucas Hamilton     | BikeExchange          | 68      | 0     | 0      | 68    |

## Évolution des classements
| Étape              | Vainqueur          | Classement général | Classement de la montagne | Classement des sprints | Classement du meilleur jeune | Classement par équipes |
| ------------------ | ------------------ | ------------------ | ------------------------- | ---------------------- | ---------------------------- | ---------------------- |
| 1                  | Andreas Kron       | Andreas Kron       | Sylvain Moniquet          | Andreas Kron           | Andreas Kron                 | Astana-Premier Tech    |
| 2                  | Rohan Dennis       | João Almeida       | Sylvain Moniquet          | Andreas Kron           | João Almeida                 | Ineos Grenadiers       |
| 3                  | Adam Yates         | Adam Yates         | Adam Yates                | Adam Yates             | João Almeida                 | Ineos Grenadiers       |
| 4                  | Esteban Chaves     | Adam Yates         | Esteban Chaves            | Esteban Chaves         | João Almeida                 | Ineos Grenadiers       |
| 5                  | Lennard Kämna      | Adam Yates         | Esteban Chaves            | Esteban Chaves         | João Almeida                 | Ineos Grenadiers       |
| 6                  | Peter Sagan        | Adam Yates         | Esteban Chaves            | Esteban Chaves         | João Almeida                 | Ineos Grenadiers       |
| 7                  | Thomas De Gendt    | Adam Yates         | Esteban Chaves            | Esteban Chaves         | João Almeida                 | Ineos Grenadiers       |
| Classements finals | Classements finals | Adam Yates         | Esteban Chaves            | Esteban Chaves         | João Almeida                 | Ineos Grenadiers       |

## Liste des participants
- Liste de départ complète

| Légende                          | Légende                                                                                                  | Légende                                | Légende                                                                                                  |
| -------------------------------- | --- | -------------------------------------- | --- |
| Num                              | Dossard de départ porté par le coureur sur ce Tour de Catalogne                                          | Pos                                    | Position finale au classement général                                                                    |
| Leader du classement général     | Indique le vainqueur du classement général                                                               | Leader du classement de la montagne    | Indique le vainqueur du classement de la montagne                                                        |
| Leader du classement des sprints | Indique le vainqueur du classement des sprints                                                           | Leader du classement du meilleur jeune | Indique le vainqueur du classement du meilleur jeune                                                     |
|                                  | Indique un maillot de champion national ou mondial, suivi de sa spécialité                               | #                                      | Indique la meilleure équipe                                                                              |
| NP                               | Indique un coureur qui n'a pas pris le départ d'une étape, suivi du numéro de l'étape où il s'est retiré | AB                                     | Indique un coureur qui n'a pas terminé une étape, suivi du numéro de l'étape où il s'est retiré          |
| HD                               | Indique un coureur qui a terminé une étape hors des délais, suivi du numéro de l'étape                   | *                                      | Indique un coureur en lice pour le classement du meilleur jeune (coureurs nés après le 1er janvier 1995) |

| Movistar Team MOV                                          | Movistar Team MOV        | Movistar Team MOV |
| ---------------------------------------------------------- | ------------------------ | ----------------- |
| Num                                                        | Coureur                  | Pos               |
| 1                                                          | Alejandro Valverde (ESP) | 4e                |
| 2                                                          | Enric Mas (ESP)          | 19e               |
| 3                                                          | Dario Cataldo (ITA)      | 100e              |
| 4                                                          | Carlos Verona (ESP)      | 41e               |
| 5                                                          | Sergio Samitier (ESP)    | 87e               |
| 6                                                          | Antonio Pedrero (ESP)    | 68e               |
| 7                                                          | Marc Soler (ESP)         | 76e               |
| Directeur sportif : José Luis Arrieta, José Luis Jaimerena |                          |                   |

| Jumbo-Visma TJV                                     | Jumbo-Visma TJV              | Jumbo-Visma TJV |
| --------------------------------------------------- | ---------------------------- | --------------- |
| Num                                                 | Coureur                      | Pos             |
| 11                                                  | George Bennett (NZL) (route) | NP-4            |
| 12                                                  | Sepp Kuss (USA)              | 12e             |
| 13                                                  | Steven Kruijswijk (NED)      | 22e             |
| 14                                                  | Robert Gesink (NED)          | 43e             |
| 15                                                  | Koen Bouwman (NED)           | 74e             |
| 16                                                  | Antwan Tolhoek (NED)         | 37e             |
| 17                                                  | Chris Harper (AUS)           | 60e             |
| Directeur sportif : Grischa Niermann, Merijn Zeeman |                              |                 |

| Deceuninck-Quick Step DQT                           | Deceuninck-Quick Step DQT   | Deceuninck-Quick Step DQT |
| --------------------------------------------------- | --------------------------- | ------------------------- |
| Num                                                 | Coureur                     | Pos                       |
| 21                                                  | João Almeida (POR)          | 7e                        |
| 22                                                  | Fausto Masnada (ITA)        | 15e                       |
| 23                                                  | Josef Černý (CZE)           | 117e                      |
| 24                                                  | James Knox (GBR)            | 34e                       |
| 25                                                  | Dries Devenyns (BEL)        | 64e                       |
| 26                                                  | Pieter Serry (BEL)          | AB-1                      |
| 27                                                  | Rémi Cavagna (FRA) (chrono) | 89e                       |
| Directeur sportif : Klaas Lodewyck, Geert Van Bondt |                             |                           |

| UAE Team Emirates UAD                                      | UAE Team Emirates UAD      | UAE Team Emirates UAD |
| ---------------------------------------------------------- | -------------------------- | --------------------- |
| Num                                                        | Coureur                    | Pos                   |
| 31                                                         | Rui Costa (POR) (route)    | AB-1                  |
| 32                                                         | Brandon McNulty (USA)      | 13e                   |
| 33                                                         | Marc Hirschi (SUI)         | 49e                   |
| 34                                                         | Sebastián Molano (COL)     | 127e                  |
| 35                                                         | Joe Dombrowski (USA)       | 47e                   |
| 36                                                         | Andrés Camilo Ardila (COL) | 67e                   |
| 37                                                         | David de la Cruz (ESP)     | 29e                   |
| Directeur sportif : Simone Pedrazzini, Aurelio Corral Ruiz |                            |                       |

| Ineos Grenadiers IGD                               | Ineos Grenadiers IGD       | Ineos Grenadiers IGD |
| -------------------------------------------------- | -------------------------- | -------------------- |
| Num                                                | Coureur                    | Pos                  |
| 41                                                 | Richie Porte (AUS)         | 2e                   |
| 42                                                 | Richard Carapaz (ECU)      | 21e                  |
| 43                                                 | Adam Yates (GBR)           | 1er                  |
| 44                                                 | Geraint Thomas (GBR)       | 3e                   |
| 45                                                 | Rohan Dennis (AUS)         | 46e                  |
| 46                                                 | Jonathan Castroviejo (ESP) | 91e                  |
| 47                                                 | Luke Rowe (GBR)            | AB-7                 |
| Directeur sportif : Brett Lancaster, Gabriel Rasch |                            |                      |

| Team DSM DSM                                          | Team DSM DSM          | Team DSM DSM |
| ----------------------------------------------------- | --------------------- | ------------ |
| Num                                                   | Coureur               | Pos          |
| 51                                                    | Jai Hindley (AUS)     | NP-4         |
| 52                                                    | Michael Storer (AUS)  | 57e          |
| 53                                                    | Chad Haga (USA)       | 88e          |
| 54                                                    | Chris Hamilton (AUS)  | 42e          |
| 55                                                    | Max Kanter (GER)      | 128e         |
| 56                                                    | Nicolas Roche (IRL)   | NP-2         |
| 57                                                    | Thymen Arensman (NED) | 101e         |
| Directeur sportif : Luke Roberts, Wilbert Broekhuizen |                       |              |

| Bora-Hansgrohe BOH                                 | Bora-Hansgrohe BOH     | Bora-Hansgrohe BOH |
| -------------------------------------------------- | ---------------------- | ------------------ |
| Num                                                | Coureur                | Pos                |
| 61                                                 | Peter Sagan (SVK)      | 126e               |
| 62                                                 | Wilco Kelderman (NED)  | 5e                 |
| 63                                                 | Lennard Kämna (GER)    | 31e                |
| 64                                                 | Jordi Meeus (BEL)      | NP-7               |
| 65                                                 | Ide Schelling (NED)    | 93e                |
| 66                                                 | Ben Zwiehoff (GER)     | 35e                |
| 67                                                 | Frederik Wandahl (DEN) | 131e               |
| Directeur sportif : André Schulze, Christian Pömer |                        |                    |

| Astana-Premier Tech APT                                | Astana-Premier Tech APT            | Astana-Premier Tech APT |
| ------------------------------------------------------ | ---------------------------------- | ----------------------- |
| Num                                                    | Coureur                            | Pos                     |
| 71                                                     | Óscar Rodríguez Garaicoechea (ESP) | 24e                     |
| 72                                                     | Luis León Sánchez (ESP) (route)    | 27e                     |
| 73                                                     | Vadim Pronskiy (KAZ)               | 114e                    |
| 74                                                     | Jonas Gregaard Wilsly (DEN)        | 65e                     |
| 75                                                     | Harold Tejada (COL)                | 51e                     |
| 76                                                     | Stefan de Bod (RSA)                | 54e                     |
| 77                                                     | Merhawi Kudus (ERI)                | 62e                     |
| Directeur sportif : Bruno Cenghialta, Sergueï Yakovlev |                                    |                         |

| Trek-Segafredo TFS                              | Trek-Segafredo TFS       | Trek-Segafredo TFS |
| ----------------------------------------------- | ------------------------ | ------------------ |
| Num                                             | Coureur                  | Pos                |
| 81                                              | Gianluca Brambilla (ITA) | 56e                |
| 82                                              | Kenny Elissonde (FRA)    | AB-4               |
| 83                                              | Juan Pedro López (ESP)   | 58e                |
| 84                                              | Giulio Ciccone (ITA)     | AB-6               |
| 85                                              | Michel Ries (LUX)        | 63e                |
| 86                                              | Alexander Kamp (DEN)     | 95e                |
| 87                                              | Mattias Skjelmose (DEN)  | 83e                |
| Directeur sportif : Grégory Rast, Markel Irizar |                          |                    |

| Groupama-FDJ GFC                                      | Groupama-FDJ GFC            | Groupama-FDJ GFC |
| ----------------------------------------------------- | --------------------------- | ---------------- |
| Num                                                   | Coureur                     | Pos              |
| 91                                                    | Attila Valter (HUN)         | 38e              |
| 92                                                    | Matteo Badilatti (SUI)      | 32e              |
| 93                                                    | Sébastien Reichenbach (SUI) | 26e              |
| 94                                                    | Antoine Duchesne (CAN)      | 119e             |
| 95                                                    | Matthieu Ladagnous (FRA)    | 109e             |
| 96                                                    | Simon Guglielmi (FRA)       | 125e             |
| 97                                                    | William Bonnet (FRA)        | AB-7             |
| Directeur sportif : Philippe Mauduit, Jussi Veikkanen |                             |                  |

| EF Education-Nippo EFN                                   | EF Education-Nippo EFN         | EF Education-Nippo EFN |
| -------------------------------------------------------- | ------------------------------ | ---------------------- |
| Num                                                      | Coureur                        | Pos                    |
| 101                                                      | Ruben Guerreiro (POR)          | 23e                    |
| 102                                                      | Rigoberto Urán (COL)           | 52e                    |
| 103                                                      | Hugh Carthy (GBR)              | 8e                     |
| 104                                                      | Jonathan Caicedo (ECU) (route) | 48e                    |
| 105                                                      | Diego Camargo (COL)            | 113e                   |
| 106                                                      | Tejay van Garderen (USA)       | 70e                    |
| 107                                                      | Michael Valgren (DEN)          | 72e                    |
| Directeur sportif : Charles Wegelius, Juan Manuel Gárate |                                |                        |

| Team BikeExchange BEX                             | Team BikeExchange BEX  | Team BikeExchange BEX |
| ------------------------------------------------- | ---------------------- | --------------------- |
| Num                                               | Coureur                | Pos                   |
| 111                                               | Simon Yates (GBR)      | 9e                    |
| 112                                               | Esteban Chaves (COL)   | 6e                    |
| 113                                               | Tanel Kangert (EST)    | 33e                   |
| 114                                               | Lucas Hamilton (AUS)   | 10e                   |
| 115                                               | Dion Smith (NZL)       | 53e                   |
| 116                                               | Brent Bookwalter (USA) | 92e                   |
| 117                                               | Callum Scotson (AUS)   | 39e                   |
| Directeur sportif : Julian Dean, David McPartland |                        |                       |

| Bahrain Victorious TBV                                  | Bahrain Victorious TBV    | Bahrain Victorious TBV |
| ------------------------------------------------------- | ------------------------- | ---------------------- |
| Num                                                     | Coureur                   | Pos                    |
| 121                                                     | Wout Poels (NED)          | 79e                    |
| 122                                                     | Hermann Pernsteiner (AUT) | 45e                    |
| 123                                                     | Santiago Buitrago (COL)   | 18e                    |
| 124                                                     | Matej Mohorič (SLO)       | 50e                    |
| 126                                                     | Domen Novak (SLO)         | NP-4                   |
| 127                                                     | Stephen Williams (GBR)    | 97e                    |
| Directeur sportif : Xavier Florencio, Franco Pellizotti |                           |                        |

| AG2R Citroën Team ACT                              | AG2R Citroën Team ACT     | AG2R Citroën Team ACT |
| -------------------------------------------------- | ------------------------- | --------------------- |
| Num                                                | Coureur                   | Pos                   |
| 131                                                | Clément Venturini (FRA)   | 85e                   |
| 132                                                | Clément Champoussin (FRA) | 44e                   |
| 133                                                | Bob Jungels (LUX)         | 59e                   |
| 134                                                | Jaakko Hänninen (FIN)     | 80e                   |
| 135                                                | Ben Gastauer (LUX)        | 75e                   |
| 136                                                | Tony Gallopin (FRA)       | AB-3                  |
| 137                                                | François Bidard (FRA)     | 77e                   |
| Directeur sportif : Stéphane Goubert, Cyril Dessel |                           |                       |

| Lotto-Soudal LTS                              | Lotto-Soudal LTS        | Lotto-Soudal LTS |
| --------------------------------------------- | ----------------------- | ---------------- |
| Num                                           | Coureur                 | Pos              |
| 141                                           | Andreas Kron (DEN)      | AB-4             |
| 142                                           | Thomas De Gendt (BEL)   | 66e              |
| 143                                           | Harm Vanhoucke (BEL)    | 16e              |
| 144                                           | Maxim Van Gils (BEL)    | 55e              |
| 145                                           | Steff Cras (BEL)        | NP-7             |
| 146                                           | Sylvain Moniquet (BEL)  | NP-7             |
| 147                                           | Tomasz Marczyński (POL) | 111e             |
| Directeur sportif : Mario Aerts, Marc Wauters |                         |                  |

| Cofidis COF                                                | Cofidis COF                   | Cofidis COF |
| ---------------------------------------------------------- | ----------------------------- | ----------- |
| Num                                                        | Coureur                       | Pos         |
| 151                                                        | Rubén Fernández (ESP)         | NP-6        |
| 152                                                        | Nicolas Edet (FRA)            | 20e         |
| 153                                                        | Rémy Rochas (FRA)             | 96e         |
| 154                                                        | José Herrada (ESP)            | NP-6        |
| 155                                                        | Thomas Champion (FRA)         | 102e        |
| 156                                                        | Fernando Barceló (ESP)        | 99e         |
| 157                                                        | Natnael Berhane (ERI) (route) | 104e        |
| Directeur sportif : Bingen Fernández, Christian Guiberteau |                               |             |

| Intermarché-Wanty-Gobert Matériaux IWG              | Intermarché-Wanty-Gobert Matériaux IWG | Intermarché-Wanty-Gobert Matériaux IWG |
| --------------------------------------------------- | -------------------------------------- | -------------------------------------- |
| Num                                                 | Coureur                                | Pos                                    |
| 161                                                 | Louis Meintjes (RSA)                   | AB-7                                   |
| 162                                                 | Jan Bakelants (BEL)                    | NP-2                                   |
| 163                                                 | Jan Hirt (CZE)                         | 82e                                    |
| 164                                                 | Rein Taaramäe (EST)                    | 84e                                    |
| 165                                                 | Simone Petilli (ITA)                   | 28e                                    |
| 166                                                 | Alexander Evans (AUS)                  | AB-4                                   |
| 167                                                 | Jérémy Bellicaud (FRA)                 | AB-7                                   |
| Directeur sportif : Valerio Piva, Frédéric Amorison |                                        |                                        |

| Qhubeka Assos TQA                                   | Qhubeka Assos TQA                 | Qhubeka Assos TQA |
| --------------------------------------------------- | --------------------------------- | ----------------- |
| Num                                                 | Coureur                           | Pos               |
| 171                                                 | Robert Power (AUS)                | AB-7              |
| 172                                                 | Kilian Frankiny (SUI)             | 73e               |
| 173                                                 | Sander Armée (BEL)                | 116e              |
| 174                                                 | Reinardt Janse van Rensburg (RSA) | 112e              |
| 175                                                 | Connor Brown (NZL)                | 121e              |
| 176                                                 | Karel Vacek (CZE)                 | AB-4              |
| 177                                                 | Sean Bennett (USA)                | 90e               |
| Directeur sportif : Aart Vierhouten, Alex Sans Vega |                                   |                   |

| Israel Start-Up Nation ISN                         | Israel Start-Up Nation ISN   | Israel Start-Up Nation ISN |
| -------------------------------------------------- | ---------------------------- | -------------------------- |
| Num                                                | Coureur                      | Pos                        |
| 181                                                | Christopher Froome (GBR)     | 81e                        |
| 182                                                | Dan Martin (IRL)             | 25e                        |
| 183                                                | Michael Woods (CAN)          | 11e                        |
| 184                                                | Daryl Impey (RSA)            | 69e                        |
| 185                                                | Alexander Cataford (CAN)     | AB-7                       |
| 186                                                | Omer Goldstein (ISR) (route) | 108e                       |
| 187                                                | Reto Hollenstein (SUI)       | 98e                        |
| Directeur sportif : Rik Verbrugghe, Óscar Guerrero |                              |                            |

| Arkéa-Samsic ARK                                | Arkéa-Samsic ARK        | Arkéa-Samsic ARK |
| ----------------------------------------------- | ----------------------- | ---------------- |
| Num                                             | Coureur                 | Pos              |
| 201                                             | Nairo Quintana (COL)    | 14e              |
| 202                                             | Anthony Delaplace (FRA) | 40e              |
| 203                                             | Łukasz Owsian (POL)     | 94e              |
| 204                                             | Matîs Louvel (FRA)      | 120e             |
| 205                                             | Laurent Pichon (FRA)    | 86e              |
| 206                                             | Élie Gesbert (FRA)      | 30e              |
| 207                                             | Alan Riou (FRA)         | 130e             |
| Directeur sportif : Yvon Ledanois, Roger Tréhin |                         |                  |

| Gazprom-RusVelo GAZ                                 | Gazprom-RusVelo GAZ      | Gazprom-RusVelo GAZ |
| --------------------------------------------------- | ------------------------ | ------------------- |
| Num                                                 | Coureur                  | Pos                 |
| 211                                                 | Ilnur Zakarin (RUS)      | NP-4                |
| 212                                                 | Sergey Chernetskiy (RUS) | 106e                |
| 213                                                 | Pavel Kochetkov (RUS)    | 107e                |
| 214                                                 | Roman Kreuziger (CZE)    | 78e                 |
| 215                                                 | Artem Nych (RUS)         | 105e                |
| 216                                                 | Dmitri Strakhov (RUS)    | 71e                 |
| 217                                                 | Denis Nekrasov (RUS)     | AB-5                |
| Directeur sportif : Dimitri Konyshev, Alexei Markov |                          |                     |

| Rally Cycling RLY                                           | Rally Cycling RLY       | Rally Cycling RLY |
| ----------------------------------------------------------- | ----------------------- | ----------------- |
| Num                                                         | Coureur                 | Pos               |
| 221                                                         | Joey Rosskopf (USA)     | 115e              |
| 222                                                         | Gavin Mannion (USA)     | 118e              |
| 223                                                         | Colin Joyce (USA)       | 124e              |
| 224                                                         | Benjamin King (USA)     | 123e              |
| 225                                                         | Nickolas Zukowsky (CAN) | AB-7              |
| 226                                                         | Nathan Brown (USA)      | AB-6              |
| 227                                                         | Rob Britton (CAN)       | 103e              |
| Directeur sportif : Jonathan Patrick McCarty, Eric Wohlberg |                         |                   |

| Equipo Kern Pharma EKP                                        | Equipo Kern Pharma EKP | Equipo Kern Pharma EKP |
| ------------------------------------------------------------- | ---------------------- | ---------------------- |
| Num                                                           | Coureur                | Pos                    |
| 231                                                           | Martí Márquez (ESP)    | NP-5                   |
| 232                                                           | Jaime Castrillo (ESP)  | NP-5                   |
| 233                                                           | Francisco Galván (ESP) | NP-5                   |
| 234                                                           | Urko Berrade (ESP)     | NP-5                   |
| 235                                                           | Savva Novikov (RUS)    | NP-5                   |
| 236                                                           | Daniel Méndez (COL)    | NP-5                   |
| 237                                                           | Roger Adrià (ESP)      | NP-5                   |
| Directeur sportif : Juan José Oroz, Haritzer Medina Fernandez |                        |                        |

| Euskaltel-Euskadi EUS                            | Euskaltel-Euskadi EUS    | Euskaltel-Euskadi EUS |
| ------------------------------------------------ | ------------------------ | --------------------- |
| Num                                              | Coureur                  | Pos                   |
| 241                                              | Luis Ángel Maté (ESP)    | 36e                   |
| 242                                              | Antonio Jesús Soto (ESP) | 122e                  |
| 243                                              | Mikel Bizkarra (ESP)     | 17e                   |
| 244                                              | Juan José Lobato (ESP)   | 129e                  |
| 245                                              | Joan Bou (ESP)           | AB-7                  |
| 246                                              | Mikel Iturria (ESP)      | 110e                  |
| 247                                              | Gotzon Martín (ESP)      | 61e                   |
| Directeur sportif : Jorge Azanza, Jesus Ezkurdia |                          |                       |

| Movistar Team MOV                                          | Movistar Team MOV        | Movistar Team MOV |
| ---------------------------------------------------------- | ------------------------ | ----------------- |
| Num                                                        | Coureur                  | Pos               |
| 1                                                          | Alejandro Valverde (ESP) | 4e                |
| 2                                                          | Enric Mas (ESP)          | 19e               |
| 3                                                          | Dario Cataldo (ITA)      | 100e              |
| 4                                                          | Carlos Verona (ESP)      | 41e               |
| 5                                                          | Sergio Samitier (ESP)    | 87e               |
| 6                                                          | Antonio Pedrero (ESP)    | 68e               |
| 7                                                          | Marc Soler (ESP)         | 76e               |
| Directeur sportif : José Luis Arrieta, José Luis Jaimerena |                          |                   |

| Jumbo-Visma TJV                                     | Jumbo-Visma TJV              | Jumbo-Visma TJV |
| --------------------------------------------------- | ---------------------------- | --------------- |
| Num                                                 | Coureur                      | Pos             |
| 11                                                  | George Bennett (NZL) (route) | NP-4            |
| 12                                                  | Sepp Kuss (USA)              | 12e             |
| 13                                                  | Steven Kruijswijk (NED)      | 22e             |
| 14                                                  | Robert Gesink (NED)          | 43e             |
| 15                                                  | Koen Bouwman (NED)           | 74e             |
| 16                                                  | Antwan Tolhoek (NED)         | 37e             |
| 17                                                  | Chris Harper (AUS)           | 60e             |
| Directeur sportif : Grischa Niermann, Merijn Zeeman |                              |                 |

| Deceuninck-Quick Step DQT                           | Deceuninck-Quick Step DQT   | Deceuninck-Quick Step DQT |
| --------------------------------------------------- | --------------------------- | ------------------------- |
| Num                                                 | Coureur                     | Pos                       |
| 21                                                  | João Almeida (POR)          | 7e                        |
| 22                                                  | Fausto Masnada (ITA)        | 15e                       |
| 23                                                  | Josef Černý (CZE)           | 117e                      |
| 24                                                  | James Knox (GBR)            | 34e                       |
| 25                                                  | Dries Devenyns (BEL)        | 64e                       |
| 26                                                  | Pieter Serry (BEL)          | AB-1                      |
| 27                                                  | Rémi Cavagna (FRA) (chrono) | 89e                       |
| Directeur sportif : Klaas Lodewyck, Geert Van Bondt |                             |                           |

| UAE Team Emirates UAD                                      | UAE Team Emirates UAD      | UAE Team Emirates UAD |
| ---------------------------------------------------------- | -------------------------- | --------------------- |
| Num                                                        | Coureur                    | Pos                   |
| 31                                                         | Rui Costa (POR) (route)    | AB-1                  |
| 32                                                         | Brandon McNulty (USA)      | 13e                   |
| 33                                                         | Marc Hirschi (SUI)         | 49e                   |
| 34                                                         | Sebastián Molano (COL)     | 127e                  |
| 35                                                         | Joe Dombrowski (USA)       | 47e                   |
| 36                                                         | Andrés Camilo Ardila (COL) | 67e                   |
| 37                                                         | David de la Cruz (ESP)     | 29e                   |
| Directeur sportif : Simone Pedrazzini, Aurelio Corral Ruiz |                            |                       |

| Ineos Grenadiers IGD                               | Ineos Grenadiers IGD       | Ineos Grenadiers IGD |
| -------------------------------------------------- | -------------------------- | -------------------- |
| Num                                                | Coureur                    | Pos                  |
| 41                                                 | Richie Porte (AUS)         | 2e                   |
| 42                                                 | Richard Carapaz (ECU)      | 21e                  |
| 43                                                 | Adam Yates (GBR)           | 1er                  |
| 44                                                 | Geraint Thomas (GBR)       | 3e                   |
| 45                                                 | Rohan Dennis (AUS)         | 46e                  |
| 46                                                 | Jonathan Castroviejo (ESP) | 91e                  |
| 47                                                 | Luke Rowe (GBR)            | AB-7                 |
| Directeur sportif : Brett Lancaster, Gabriel Rasch |                            |                      |

| Team DSM DSM                                          | Team DSM DSM          | Team DSM DSM |
| ----------------------------------------------------- | --------------------- | ------------ |
| Num                                                   | Coureur               | Pos          |
| 51                                                    | Jai Hindley (AUS)     | NP-4         |
| 52                                                    | Michael Storer (AUS)  | 57e          |
| 53                                                    | Chad Haga (USA)       | 88e          |
| 54                                                    | Chris Hamilton (AUS)  | 42e          |
| 55                                                    | Max Kanter (GER)      | 128e         |
| 56                                                    | Nicolas Roche (IRL)   | NP-2         |
| 57                                                    | Thymen Arensman (NED) | 101e         |
| Directeur sportif : Luke Roberts, Wilbert Broekhuizen |                       |              |

| Bora-Hansgrohe BOH                                 | Bora-Hansgrohe BOH     | Bora-Hansgrohe BOH |
| -------------------------------------------------- | ---------------------- | ------------------ |
| Num                                                | Coureur                | Pos                |
| 61                                                 | Peter Sagan (SVK)      | 126e               |
| 62                                                 | Wilco Kelderman (NED)  | 5e                 |
| 63                                                 | Lennard Kämna (GER)    | 31e                |
| 64                                                 | Jordi Meeus (BEL)      | NP-7               |
| 65                                                 | Ide Schelling (NED)    | 93e                |
| 66                                                 | Ben Zwiehoff (GER)     | 35e                |
| 67                                                 | Frederik Wandahl (DEN) | 131e               |
| Directeur sportif : André Schulze, Christian Pömer |                        |                    |

| Astana-Premier Tech APT                                | Astana-Premier Tech APT            | Astana-Premier Tech APT |
| ------------------------------------------------------ | ---------------------------------- | ----------------------- |
| Num                                                    | Coureur                            | Pos                     |
| 71                                                     | Óscar Rodríguez Garaicoechea (ESP) | 24e                     |
| 72                                                     | Luis León Sánchez (ESP) (route)    | 27e                     |
| 73                                                     | Vadim Pronskiy (KAZ)               | 114e                    |
| 74                                                     | Jonas Gregaard Wilsly (DEN)        | 65e                     |
| 75                                                     | Harold Tejada (COL)                | 51e                     |
| 76                                                     | Stefan de Bod (RSA)                | 54e                     |
| 77                                                     | Merhawi Kudus (ERI)                | 62e                     |
| Directeur sportif : Bruno Cenghialta, Sergueï Yakovlev |                                    |                         |

| Trek-Segafredo TFS                              | Trek-Segafredo TFS       | Trek-Segafredo TFS |
| ----------------------------------------------- | ------------------------ | ------------------ |
| Num                                             | Coureur                  | Pos                |
| 81                                              | Gianluca Brambilla (ITA) | 56e                |
| 82                                              | Kenny Elissonde (FRA)    | AB-4               |
| 83                                              | Juan Pedro López (ESP)   | 58e                |
| 84                                              | Giulio Ciccone (ITA)     | AB-6               |
| 85                                              | Michel Ries (LUX)        | 63e                |
| 86                                              | Alexander Kamp (DEN)     | 95e                |
| 87                                              | Mattias Skjelmose (DEN)  | 83e                |
| Directeur sportif : Grégory Rast, Markel Irizar |                          |                    |

| Groupama-FDJ GFC                                      | Groupama-FDJ GFC            | Groupama-FDJ GFC |
| ----------------------------------------------------- | --------------------------- | ---------------- |
| Num                                                   | Coureur                     | Pos              |
| 91                                                    | Attila Valter (HUN)         | 38e              |
| 92                                                    | Matteo Badilatti (SUI)      | 32e              |
| 93                                                    | Sébastien Reichenbach (SUI) | 26e              |
| 94                                                    | Antoine Duchesne (CAN)      | 119e             |
| 95                                                    | Matthieu Ladagnous (FRA)    | 109e             |
| 96                                                    | Simon Guglielmi (FRA)       | 125e             |
| 97                                                    | William Bonnet (FRA)        | AB-7             |
| Directeur sportif : Philippe Mauduit, Jussi Veikkanen |                             |                  |

| EF Education-Nippo EFN                                   | EF Education-Nippo EFN         | EF Education-Nippo EFN |
| -------------------------------------------------------- | ------------------------------ | ---------------------- |
| Num                                                      | Coureur                        | Pos                    |
| 101                                                      | Ruben Guerreiro (POR)          | 23e                    |
| 102                                                      | Rigoberto Urán (COL)           | 52e                    |
| 103                                                      | Hugh Carthy (GBR)              | 8e                     |
| 104                                                      | Jonathan Caicedo (ECU) (route) | 48e                    |
| 105                                                      | Diego Camargo (COL)            | 113e                   |
| 106                                                      | Tejay van Garderen (USA)       | 70e                    |
| 107                                                      | Michael Valgren (DEN)          | 72e                    |
| Directeur sportif : Charles Wegelius, Juan Manuel Gárate |                                |                        |

| Team BikeExchange BEX                             | Team BikeExchange BEX  | Team BikeExchange BEX |
| ------------------------------------------------- | ---------------------- | --------------------- |
| Num                                               | Coureur                | Pos                   |
| 111                                               | Simon Yates (GBR)      | 9e                    |
| 112                                               | Esteban Chaves (COL)   | 6e                    |
| 113                                               | Tanel Kangert (EST)    | 33e                   |
| 114                                               | Lucas Hamilton (AUS)   | 10e                   |
| 115                                               | Dion Smith (NZL)       | 53e                   |
| 116                                               | Brent Bookwalter (USA) | 92e                   |
| 117                                               | Callum Scotson (AUS)   | 39e                   |
| Directeur sportif : Julian Dean, David McPartland |                        |                       |

| Bahrain Victorious TBV                                  | Bahrain Victorious TBV    | Bahrain Victorious TBV |
| ------------------------------------------------------- | ------------------------- | ---------------------- |
| Num                                                     | Coureur                   | Pos                    |
| 121                                                     | Wout Poels (NED)          | 79e                    |
| 122                                                     | Hermann Pernsteiner (AUT) | 45e                    |
| 123                                                     | Santiago Buitrago (COL)   | 18e                    |
| 124                                                     | Matej Mohorič (SLO)       | 50e                    |
| 126                                                     | Domen Novak (SLO)         | NP-4                   |
| 127                                                     | Stephen Williams (GBR)    | 97e                    |
| Directeur sportif : Xavier Florencio, Franco Pellizotti |                           |                        |

| AG2R Citroën Team ACT                              | AG2R Citroën Team ACT     | AG2R Citroën Team ACT |
| -------------------------------------------------- | ------------------------- | --------------------- |
| Num                                                | Coureur                   | Pos                   |
| 131                                                | Clément Venturini (FRA)   | 85e                   |
| 132                                                | Clément Champoussin (FRA) | 44e                   |
| 133                                                | Bob Jungels (LUX)         | 59e                   |
| 134                                                | Jaakko Hänninen (FIN)     | 80e                   |
| 135                                                | Ben Gastauer (LUX)        | 75e                   |
| 136                                                | Tony Gallopin (FRA)       | AB-3                  |
| 137                                                | François Bidard (FRA)     | 77e                   |
| Directeur sportif : Stéphane Goubert, Cyril Dessel |                           |                       |

| Lotto-Soudal LTS                              | Lotto-Soudal LTS        | Lotto-Soudal LTS |
| --------------------------------------------- | ----------------------- | ---------------- |
| Num                                           | Coureur                 | Pos              |
| 141                                           | Andreas Kron (DEN)      | AB-4             |
| 142                                           | Thomas De Gendt (BEL)   | 66e              |
| 143                                           | Harm Vanhoucke (BEL)    | 16e              |
| 144                                           | Maxim Van Gils (BEL)    | 55e              |
| 145                                           | Steff Cras (BEL)        | NP-7             |
| 146                                           | Sylvain Moniquet (BEL)  | NP-7             |
| 147                                           | Tomasz Marczyński (POL) | 111e             |
| Directeur sportif : Mario Aerts, Marc Wauters |                         |                  |

| Cofidis COF                                                | Cofidis COF                   | Cofidis COF |
| ---------------------------------------------------------- | ----------------------------- | ----------- |
| Num                                                        | Coureur                       | Pos         |
| 151                                                        | Rubén Fernández (ESP)         | NP-6        |
| 152                                                        | Nicolas Edet (FRA)            | 20e         |
| 153                                                        | Rémy Rochas (FRA)             | 96e         |
| 154                                                        | José Herrada (ESP)            | NP-6        |
| 155                                                        | Thomas Champion (FRA)         | 102e        |
| 156                                                        | Fernando Barceló (ESP)        | 99e         |
| 157                                                        | Natnael Berhane (ERI) (route) | 104e        |
| Directeur sportif : Bingen Fernández, Christian Guiberteau |                               |             |

| Intermarché-Wanty-Gobert Matériaux IWG              | Intermarché-Wanty-Gobert Matériaux IWG | Intermarché-Wanty-Gobert Matériaux IWG |
| --------------------------------------------------- | -------------------------------------- | -------------------------------------- |
| Num                                                 | Coureur                                | Pos                                    |
| 161                                                 | Louis Meintjes (RSA)                   | AB-7                                   |
| 162                                                 | Jan Bakelants (BEL)                    | NP-2                                   |
| 163                                                 | Jan Hirt (CZE)                         | 82e                                    |
| 164                                                 | Rein Taaramäe (EST)                    | 84e                                    |
| 165                                                 | Simone Petilli (ITA)                   | 28e                                    |
| 166                                                 | Alexander Evans (AUS)                  | AB-4                                   |
| 167                                                 | Jérémy Bellicaud (FRA)                 | AB-7                                   |
| Directeur sportif : Valerio Piva, Frédéric Amorison |                                        |                                        |

| Qhubeka Assos TQA                                   | Qhubeka Assos TQA                 | Qhubeka Assos TQA |
| --------------------------------------------------- | --------------------------------- | ----------------- |
| Num                                                 | Coureur                           | Pos               |
| 171                                                 | Robert Power (AUS)                | AB-7              |
| 172                                                 | Kilian Frankiny (SUI)             | 73e               |
| 173                                                 | Sander Armée (BEL)                | 116e              |
| 174                                                 | Reinardt Janse van Rensburg (RSA) | 112e              |
| 175                                                 | Connor Brown (NZL)                | 121e              |
| 176                                                 | Karel Vacek (CZE)                 | AB-4              |
| 177                                                 | Sean Bennett (USA)                | 90e               |
| Directeur sportif : Aart Vierhouten, Alex Sans Vega |                                   |                   |

| Israel Start-Up Nation ISN                         | Israel Start-Up Nation ISN   | Israel Start-Up Nation ISN |
| -------------------------------------------------- | ---------------------------- | -------------------------- |
| Num                                                | Coureur                      | Pos                        |
| 181                                                | Christopher Froome (GBR)     | 81e                        |
| 182                                                | Dan Martin (IRL)             | 25e                        |
| 183                                                | Michael Woods (CAN)          | 11e                        |
| 184                                                | Daryl Impey (RSA)            | 69e                        |
| 185                                                | Alexander Cataford (CAN)     | AB-7                       |
| 186                                                | Omer Goldstein (ISR) (route) | 108e                       |
| 187                                                | Reto Hollenstein (SUI)       | 98e                        |
| Directeur sportif : Rik Verbrugghe, Óscar Guerrero |                              |                            |

| Arkéa-Samsic ARK                                | Arkéa-Samsic ARK        | Arkéa-Samsic ARK |
| ----------------------------------------------- | ----------------------- | ---------------- |
| Num                                             | Coureur                 | Pos              |
| 201                                             | Nairo Quintana (COL)    | 14e              |
| 202                                             | Anthony Delaplace (FRA) | 40e              |
| 203                                             | Łukasz Owsian (POL)     | 94e              |
| 204                                             | Matîs Louvel (FRA)      | 120e             |
| 205                                             | Laurent Pichon (FRA)    | 86e              |
| 206                                             | Élie Gesbert (FRA)      | 30e              |
| 207                                             | Alan Riou (FRA)         | 130e             |
| Directeur sportif : Yvon Ledanois, Roger Tréhin |                         |                  |

| Gazprom-RusVelo GAZ                                 | Gazprom-RusVelo GAZ      | Gazprom-RusVelo GAZ |
| --------------------------------------------------- | ------------------------ | ------------------- |
| Num                                                 | Coureur                  | Pos                 |
| 211                                                 | Ilnur Zakarin (RUS)      | NP-4                |
| 212                                                 | Sergey Chernetskiy (RUS) | 106e                |
| 213                                                 | Pavel Kochetkov (RUS)    | 107e                |
| 214                                                 | Roman Kreuziger (CZE)    | 78e                 |
| 215                                                 | Artem Nych (RUS)         | 105e                |
| 216                                                 | Dmitri Strakhov (RUS)    | 71e                 |
| 217                                                 | Denis Nekrasov (RUS)     | AB-5                |
| Directeur sportif : Dimitri Konyshev, Alexei Markov |                          |                     |

| Rally Cycling RLY                                           | Rally Cycling RLY       | Rally Cycling RLY |
| ----------------------------------------------------------- | ----------------------- | ----------------- |
| Num                                                         | Coureur                 | Pos               |
| 221                                                         | Joey Rosskopf (USA)     | 115e              |
| 222                                                         | Gavin Mannion (USA)     | 118e              |
| 223                                                         | Colin Joyce (USA)       | 124e              |
| 224                                                         | Benjamin King (USA)     | 123e              |
| 225                                                         | Nickolas Zukowsky (CAN) | AB-7              |
| 226                                                         | Nathan Brown (USA)      | AB-6              |
| 227                                                         | Rob Britton (CAN)       | 103e              |
| Directeur sportif : Jonathan Patrick McCarty, Eric Wohlberg |                         |                   |

| Equipo Kern Pharma EKP                                        | Equipo Kern Pharma EKP | Equipo Kern Pharma EKP |
| ------------------------------------------------------------- | ---------------------- | ---------------------- |
| Num                                                           | Coureur                | Pos                    |
| 231                                                           | Martí Márquez (ESP)    | NP-5                   |
| 232                                                           | Jaime Castrillo (ESP)  | NP-5                   |
| 233                                                           | Francisco Galván (ESP) | NP-5                   |
| 234                                                           | Urko Berrade (ESP)     | NP-5                   |
| 235                                                           | Savva Novikov (RUS)    | NP-5                   |
| 236                                                           | Daniel Méndez (COL)    | NP-5                   |
| 237                                                           | Roger Adrià (ESP)      | NP-5                   |
| Directeur sportif : Juan José Oroz, Haritzer Medina Fernandez |                        |                        |

| Euskaltel-Euskadi EUS                            | Euskaltel-Euskadi EUS    | Euskaltel-Euskadi EUS |
| ------------------------------------------------ | ------------------------ | --------------------- |
| Num                                              | Coureur                  | Pos                   |
| 241                                              | Luis Ángel Maté (ESP)    | 36e                   |
| 242                                              | Antonio Jesús Soto (ESP) | 122e                  |
| 243                                              | Mikel Bizkarra (ESP)     | 17e                   |
| 244                                              | Juan José Lobato (ESP)   | 129e                  |
| 245                                              | Joan Bou (ESP)           | AB-7                  |
| 246                                              | Mikel Iturria (ESP)      | 110e                  |
| 247                                              | Gotzon Martín (ESP)      | 61e                   |
| Directeur sportif : Jorge Azanza, Jesus Ezkurdia |                          |                       |